# Joe Carollo
Joe Carollo es un comisionado cubano y anterior alcalde de Miami.

## Biografía
Nació en Caibarién, Cuba, el 12 de marzo de 1955, a la edad de 6 años viajó sólo a los Estados Unidos en la llamada Operación Peter Pan con la fortuna de poder reunirse con sus padres 6 meses después y establecerse en la ciudad de Chicago dónde se destacó cómo un buen estudiante y deportista, años más tarde se mudaría a Miami con sus padres cuando contaba con 15 años. A los 18 años Joe Carollo se graduó del Miami Dade College con un Diploma en Estudios Generales a la vez que completaba sus estudios en la Academia de Policía del Condado de Miami Dade, convirtiéndose en ese entonces como el Oficial de la ley más joven en el Estado de Florida. Posteriormente recibió sus Títulos Universitarios en Justicia Criminal con mención Administración en Florida International University (FIU) y en 1976 se le otorgó su segundo Título Universitario en Relaciones Internacionales con una mención en Psicología.
Joe Carollo posee amplia experiencia en Administración ejecutiva conjuntamente con el conocimiento de gobierno con sus cuatro décadas de servício público en diferentes niveles que incluyen ser el comisionado electo más joven en la historia de la ciudad de Miami a la edad de 24 años, también fue vicealcalde por dos términos y luego se convertiría en alcalde de Miami por dos períodos.
Joe Carollo ha servido como presidente de la conferencia de alcaldes de ciudades grandes en el hemisferio por varios años, fue Presidente de la Autoridad de Deportes y exhibición de Miami por seis periodos y se desempeñó como Administrador  de la Ciudad de Doral. 
Luego de 16 años fuera del ruedo político regresa a una posición pública siendo electo por amplia mayoría en el año 2017 Comisionado de la Ciudad de Miami por el Distrito número 3 y en el año 2021 fue reelecto en su posición, el Distrito 3  incluye la emblemática Calle 8 y La Pequeña Habana entre otras áreas muy importantes de la ciudad, Joe Carollo también es el presidente del Bayfrontpark Management Trust y ha administrado los parques centrales de la ciudad de Miami.
Joe Carollo posee además, experiencia en negocios y consultoría privada a nivel local, nacional e internacional.
Joe Carollo está casado,tiene 4 hijos, y 8 nietos.